# Charly Grosskost
Charles Grosskost, detto Charly (Eckbolsheim, 5 marzo 1944 – Strasburgo, 19 giugno 2004), è stato un ciclista su strada e pistard francese.
Professionista tra il 1966 ed il 1974, conta due medaglie ai mondiali su pista, la vittoria di una tappa al Giro d'Italia e di due tappe al Tour de France.

## Carriera
Specialista dell'inseguimento, fu 6 volte campione nazionale in questa disciplina, oltre ad aver conseguito due titoli nell'omnium. Ai mondiali, fu bronzo a Leicester 1970 e argento a Varese 1971. Su strada, si impose in vari prologhi di corse a tappe: la Parigi-Nizza nel 1968, il Giro d'Italia 1968, il Tour de France 1968, la Quatre Jours de Dunkerque nel 1971, il Tour de Picardie nel 1971 e nel 1972. Vinse una tappa in linea al Tour del 1968 e alla Dunkerque del 1971. Dopo il suo ritiro gli venne inflitta una squalifica di un anno per essere risultato positivo a un controllo antidoping.
Morì nel 2004, all'età di 60 anni, in un incidente stradale durante una pedalata tra amici nella zona di Strasburgo.

## Palmarès

### Pista
- 1966

Campionati francesi, Inseguimento individuale
- 1967

Campionati francesi, Inseguimento individuale
Campionati francesi, Omnium
- 1968

Campionati francesi, Inseguimento individuale
Campionati francesi, Omnium
- 1969

Campionati francesi, Inseguimento individuale
- 1970

Campionati francesi, Inseguimento individuale
- 1974

Campionati francesi, Inseguimento individuale

### Strada
- 1968

Prologo Parigi-Nizza (Athis-Mons > Athis-Mons)
Prologo Giro d'Italia (Campione d'Italia > Campione d'Italia)
Prologo Tour de France (Vittel > Vittel)
1ª tappa Tour de France (Vittel > Esch-sur-Alzette)
- 1970

Prix de Saint Tropez (Saint-Tropez)
- 1971

Prix de Saint Tropez (Saint-Tropez)
Prologo Quatre Jours de Dunkerque (Dunkerque > Dunkerque)
4ª tappa Quatre Jours de Dunkerque (Valenciennes > Dunkerque)
Prologo Tour de l'Oise (Creil > Creil)
- 1972

Prologo Tour de l'Oise (Creil > Creil)
Prologo Étoile des Espoirs (Rennes > Rennes)
3ª tappa, 2ª semitappa Étoile des Espoirs (Belle-Île-en-Mer > Belle-Île-en-Mer) cronometro individuale

### Altri successi
- 1967

Criterium di Brignoles
Criterium di Lanrivain
Criterium di Remiremont
- 1968

1 giorno in maglia gialla al Tour de France
Criterium di Pommerit-le-Vicomte
Criterium di Quillan
Criterium di Remiremont
- 1969

Criterium di Binic
- 1970

Criterium di Metz
Criterium di Saint-Hilaire-du-Harcouët
- 1971

Ronde du Carnaval (Aix-en-Provence)
Criterium di Pluméliau
- 1972

Criterium di Eckbolsheim

## Piazzamenti

### Grandi Giri
- Giro d'Italia

1968: 63º
- Tour de France

1968: 17º
1969: fuori tempo massimo (9ª tappa)
1970: ritirato (13ª tappa)
1971: 48º
1973: 67º
- Vuelta a España

1967: ritirato

### Classiche monumento
- Milano-Sanremo

1967: 27º
1968: 2º
1969: 60º
1970: 69º
1973: 27º
- Giro delle Fiandre

1968: 69º

### Competizioni mondiali
- Campionato del mondo

Francoforte 1966 - Inseguimento individuale: quarti di finale
Amsterdam 1967 - Inseguimento individuale: quarti di finale
Roma 1968 - Inseguimento individuale: 7º
Anversa 1969 - Inseguimento individuale: 6º
Leicester 1970 - Inseguimento individuale: 3º
Varese 1971 - Inseguimento individuale: 2º
Marsiglia 1972 - Inseguimento individuale: 8º
Montréal 1974 - Inseguimento individuale: 7º